# Semaeopus orbona
Semaeopus orbona là một loài bướm đêm trong họ Geometridae.